# Harry Owens
Harry Robert Owens (O'Neill, 18 aprile 1902 – Eugene, 12 dicembre 1986) è stato un compositore statunitense.
La sua canzone Sweet Leilani, interpretata da Bing Crosby con Lani McIntyre & His Hawaiians e inclusa nel film Waikiki Wedding, ha vinto l'Oscar alla migliore canzone ai Premi Oscar 1938. Essa è poi diventata una popolare canzone di musica hawaiiana ed è stata interpretata da molti artisti negli anni a venire.
Nel 2012 è stato inserito nella Hawaiian Music Hall of Fame.

## Discografia
- 1945 - Hawaii
- 1945 - Songs of Hawaii
- 1948 - Hawaiian Melodies
- 1952 - Voice Of The Trade Winds
- 1957 - Polynesian Holiday
- 1965 - Great Songs of Hawaii